# Тхорин
Тхорин (укр. Тхорин) — село на Украине, находится в Овручском районе Житомирской области.
Код КОАТУУ — 1824287305. Население по переписи 2001 года составляет 1277 человек. Почтовый индекс — 11123. Телефонный код — 4148. Занимает площадь 3,871 км².

## Адрес местного совета
11122, Житомирская область, Овруцкий р-н, с. Словечно